# Isolatie (psychologie)
Isolatie (Duits: Isolierung) is een term uit de psychologie, die voor het eerst werd gebruikt door Sigmund Freud. Isolatie betekent dat een persoon twee onverenigbare soorten psychische activiteit van elkaar kan scheiden als een middel om zijn conflict te verzachten.
Bij isolatie worden conflictueuze ideeën toegestaan in het bewustzijn in een geïntellectualiseerde vorm; de verontrustende gevoelens die ermee zijn verbonden, worden echter geblokkeerd. Het ego kan een stroom van ideeën die eruitziet als vrije associaties toestaan, maar de ideeën worden gescheiden van hun bijbehorende gevoelens. Een patiënt zou bijvoorbeeld kunnen spreken over intense seksuele ervaringen, maar op een afstandelijke, emotieloze manier.